# Kenia op de Olympische Zomerspelen 1968
Kenia nam deel aan de Olympische Zomerspelen 1968 in Mexico-Stad, Mexico. Tijdens de vorige drie deelnames wist Kenia slechts één bronzen medaille te winnen. Tijdens deze Spelen werden plots negen medailles gewonnen, waaronder drie van goud. Acht medailles werden gewonnen op de loopnummers bij de atletiek.

## Medailleoverzicht
| Sport    | Olympiër                                                 | Onderdeel              | Medaille |
| -------- | -------------------------------------------------------- | ---------------------- | -------- |
| Atletiek | Kipchoge Keino                                           | 1500m (m)              | Goud     |
| Atletiek | Naftali Temu                                             | 10000m (m)             | Goud     |
| Atletiek | Amos Biwott                                              | 3000m steeplechase (m) | Goud     |
| Atletiek | Wilson Kiprugut                                          | 800m (m)               | Zilver   |
| Atletiek | Kipchoge Keino                                           | 5000m (m)              | Zilver   |
| Atletiek | Benjamin Kogo                                            | 3000m steeplechase (m) | Zilver   |
| Atletiek | Daniel Rudisha Charles Asati Naftali Bon Hezahiah Nyamau | 4x400m (m)             | Zilver   |
| Atletiek | Naftali Temu                                             | 5000m (m)              | Brons    |
| Boksen   | Philip Waruinge                                          | -57kg (m)              | Brons    |

## Deelnemers en resultaten

### Atletiek
| Olympiër                                                | Onderdeel              | Resultaat | Prestatie                                                                            |
| ------------------------------------------------------- | ---------------------- | --------- | ------------------------------------------------------------------------------------ |
| Charles Asati                                           | 100m (m)               | 47e       | serie 3: 6de in 10,63                                                                |
| Julius Sang                                             | 100m (m)               | 48e       | serie 2: 6de in 10,64                                                                |
| Charles Asati                                           | 200m (m)               | 17e       | serie 2: 2de in 20,66 kwartfinale 2: 5de in 20,84                                    |
| Julius Sang                                             | 200m (m)               | 23e       | serie 3: 2de in 20,90 kwartfinale 1: 5de in 21,04                                    |
| Naftali Bon                                             | 400m (m)               | 24e       | serie 7: 1ste in 46,21 kwartfinale 1: 7de in 46,39                                   |
| Munyoro Nyamau                                          | 400m (m)               | 13e       | serie 5: 2de in 45,91 kwartfinale 2: 3de in 46,12 halve finale 2: 6de in 46,37       |
| Daniel Rudisha                                          | 400m (m)               | 29e       | serie 1: 4de in 46,96 kwartfinale 3: 6de in 47,68                                    |
| Wilson Kiprugut                                         | 800m (m)               | Zilver    | serie 5: 1ste in 1.46,1 halve finale 2: 2de in 1.45,8 finale: 2de in 1.44,5          |
| Robert Ouko                                             | 800m (m)               | 9e        | serie 4: 3de in 1.47,6 halve finale 2: 5de in 1.47,1                                 |
| Thomas Saisi                                            | 800m (m)               | 7e        | serie 1: 1ste in 1.47,0 halve finale 1: 3de in 1.46,6 finale: 7de in 1.47,5          |
| Ben Jipcho                                              | 1500m (m)              | 10e       | serie 3: 1ste in 3.46,51 halve finale 1: 6de in 3.54,69 finale: 10de in 3.51,22      |
| Kip Keino                                               | 1500m (m)              | Goud      | serie 1: 1ste in 3.46,96 halve finale 2: 2de in 3.51,50 finale: 1ste in 3.34,91 (OR) |
| Kipchoge Keino                                          | 5000m (m)              | Zilver    | serie 1: 1ste in 14.28,4 finale: 2de in 14.05,2                                      |
| Naftali Temu                                            | 5000m (m)              | Brons     | serie 2: 1ste in 14.20,4 finale: 3de in 14.06,4                                      |
| Kipchoge Keino                                          | 10000m (m)             | DNF       | niet gefinisht                                                                       |
| Naftali Temu                                            | 10000m (m)             | Goud      | 29.27,4                                                                              |
| Kimaru Songok                                           | 110m horden (m)        | 28e       | serie 1: 6de in 14,76                                                                |
| Kimaru Songok                                           | 400m horden (m)        | 17e       | serie 4: 5de in 50,6                                                                 |
| Amos Biwott                                             | 3000m steeplechase (m) | Goud      | serie 3: 1ste in 8.49,39 finale: 1ste in 8.51,02                                     |
| Benjamin Kogo                                           | 3000m steeplechase (m) | Zilver    | serie 1: 1ste in 8.57,80 finale: 2de in 8.51,56                                      |
| Charles Asati Munyoro Nyamau Naftali Bon Daniel Rudisha | 4x400m (m)             | Zilver    | serie 1: 2de in 3.00,84 finale: 2de in 2.59,6                                        |
| Paul Mose                                               | marathon (m)           | 48e       | 2:55.17                                                                              |
| Naftali Temu                                            | marathon (m)           | 19e       | 2:32.36                                                                              |
|                                                         |                        |           |                                                                                      |
| Lydia Stephens                                          | 100m (v)               | DNF       | serie 4: niet gefinisht                                                              |
| Tekla Chemabwai                                         | 400m (v)               | 17e       | serie 3: 5de in 54,0                                                                 |
| Elizabeth Chesire                                       | 800m (v)               | 24e       | serie 1: 6de in 2.10,9                                                               |

### Boksen
| Olympiër        | Onderdeel   | Resultaat | Prestatie |
| --------------- | ----------- | --------- | --- |
| Samuel Mbugua   | -54kg (m)   | 5e        | 1ste ronde: vrij 2de ronde: W van GUY Singh: 5-0 3de ronde: W van ITA Mura: 3-2 kwartfinale: V van URS Sokolov: 0-5                       |
| Philip Waruinge | -57kg (m)   | Brons     | 1ste ronde: W van FRA Anton: 5-0 2de ronde: W van MAR Sourour: 5-0 kwartfinale: W van ARG García: 4-1 halve finale: V van MEX Roldán: 2-3 |
| John Olulu      | -63,5kg (m) | 17e       | 1ste ronde: vrij 2de ronde: V van FIN Nilsson: 0-5                                                                                        |
| Stephen Thega   | -71kg (m)   | 9e        | 1ste ronde: W van CRC Campos: 5-0 2de ronde: V van FRG Meier: 0-5                                                                         |

### Hockey
| Olympiër | Onderdeel | Resultaat | Prestatie |
| --- | --------- | --------- | --- |
| John Simonian Kirpal Singh Bhardwaj Avtar Singh Sohal Mohamed Ajmal Malik Surjeet Singh Panesar Silvester Fernandes Leo Fernandes Hilary Fernandes Davinder Singh Deegan Santokh Singh Matharu Alu Mendonca Harvinder Singh Marwa Egbert Fernandes Renny Pereira | mannen    | 5e        | groep B: 3de V van Australië: 0-2 G van Maleisië: 1-1 W van Frankrijk: 2-0 W van Nederland: 2-0 W van Argentinië: 2-1 W van Groot-Brittannië: 3-0 V van Pakistan: 1-2 2de plaats play-off: V van Australië: 2-3 5-8ste plek: V van Spanje: 1-2 7-8ste plek: V van Nieuw-Zeeland: 0-2 |

| Groep B |                  |             |             |             |             |            |            |            |        |
| #       | Land             | Wedstrijden | Wedstrijden | Wedstrijden | Wedstrijden | Doelpunten | Doelpunten | Doelpunten | Punten |
| #       | Land             | G           | W           | G           | V           | V          | T          | Saldo      | Punten |
| 1       | Pakistan         | 7           | 7           | 0           | 0           | 23         | 4          | +19        | 14     |
| 2       | Australië        | 7           | 4           | 1           | 2           | 12         | 5          | +7         | 9      |
| 3       | Kenia            | 7           | 4           | 1           | 2           | 11         | 6          | +5         | 9      |
| 4       | Nederland        | 7           | 4           | 0           | 3           | 11         | 11         | 0          | 8      |
| 5       | Frankrijk        | 7           | 2           | 1           | 4           | 2          | 5          | −3         | 5      |
| 6       | Groot-Brittannië | 7           | 2           | 1           | 4           | 6          | 8          | −2         | 5      |
| 7       | Argentinië       | 7           | 1           | 1           | 5           | 4          | 20         | −16        | 3      |
| 8       | Maleisië         | 7           | 0           | 3           | 4           | 2          | 12         | −10        | 3      |

| Ronde               | Datum       | Plaats        | Land | Score            | Land |
| ------------------- | ----------- | ------------- | ---- | ---------------- | ---- |
| Groepsfase          |             |               |      |                  |      |
| 13 oktober          | Mexico-Stad | Australië     | 2-0  | Kenia            |      |
| 14 oktober          | Mexico-Stad | Kenia         | 1-1  | Maleisië         |      |
| 16 oktober          | Mexico-Stad | Kenia         | 2-0  | Frankrijk        |      |
| 17 oktober          | Mexico-Stad | Kenia         | 2-0  | Nederland        |      |
| 19 oktober          | Mexico-Stad | Kenia         | 2-1  | Argentinië       |      |
| 20 oktober          | Mexico-Stad | Kenia         | 3-0  | Groot-Brittannië |      |
| 21 oktober          | Mexico-Stad | Pakistan      | 2-1  | Kenia            |      |
| 2de plaats play-off |             |               |      |                  |      |
| 22 oktober          | Mexico-Stad | Australië     | 3-2  | Kenia            |      |
| 5-8ste plaats       |             |               |      |                  |      |
| 23 oktober          | Mexico-Stad | Kenia         | 1-2  | Spanje           |      |
| 7-8ste plaats       |             |               |      |                  |      |
| 25 oktober          | Mexico-Stad | Nieuw-Zeeland | 2-0  | Kenia            |      |

### Schietsport
| Olympiër       | Onderdeel           | Resultaat | Prestatie  |
| -------------- | ------------------- | --------- | ---------- |
| John Harun     | 50m geweer liggend  | 76e       | 580 punten |
| Dismus Onyiego | 50m geweer liggend  | 68e       | 583 punten |
| Leonard Bull   | 25m snelvuurpistool | 35e       | 576 punten |

Afghanistan · Algerije · Amerikaanse Maagdeneilanden · Argentinië · Australië · Bahama's · Barbados · België · Bermuda · Birma · Bolivia · Bondsrepubliek Duitsland · Brazilië · Brits-Honduras · Bulgarije · Canada · Centraal-Afrikaanse Republiek · Ceylon · Chili · Colombia · Congo-Kinshasa · Costa Rica · Cuba · Denemarken · Dominicaanse Republiek · Duitse Democratische Republiek · Ecuador · El Salvador · Ethiopië · Fiji · Filipijnen · Finland · Frankrijk · Ghana · Griekenland · Groot-Brittannië · Guatemala · Guinee · Guyana · Honduras · Hongarije · Hongkong · Ierland · IJsland · India · Indonesië · Irak · Iran · Israël · Italië · Ivoorkust · Jamaica · Japan · Joegoslavië · Kameroen · Kenia · Koeweit · Libanon · Libië · Liechtenstein · Luxemburg · Madagaskar · Maleisië · Mali · Malta · Marokko · Mexico · Monaco · Mongolië · Nederland · Nederlandse Antillen · Nicaragua · Nieuw-Zeeland · Niger · Nigeria · Noorwegen · Oeganda · Oostenrijk · Pakistan · Panama · Paraguay · Peru · Polen · Portugal · Puerto Rico · Roemenië · San Marino · Senegal · Sierra Leone · Singapore · Soedan · Sovjet-Unie · Spanje · Suriname · Syrië · Taiwan · Tanzania · Thailand · Trinidad en Tobago · Tunesië · Turkije · Tsjaad · Tsjecho-Slowakije · Uruguay · Venezuela · Verenigde Arabische Republiek · Verenigde Staten · Vietnam · Zambia · Zuid-Korea · Zweden · Zwitserland